# 2022 у Тернополі
| Роки в Тернополі: ← · 2000 · 2001 · 2002 · 2003 · 2004 · 2005 · 2006 · 2007 · 2008 · 2009 · 2010 · 2011 · 2012 · 2013 · 2014 · 2015 · 2016 · 2017 · 2018 · 2019 · 2020 · 2021 · 2022 · 2023 · 2024 Див. також: XIX століття · XX століття |

## Річниці

### Річниці від дня народження
- 20 лютого — 40 років від дня народження українського військовика, миротворця Ігоря Кіналя (1982—2008).
- 11 квітня — 50 років від дня народження українських сестер-близнючок, філолого-літературознавиць, фольклористок, перекладачок Зоряни та Мар'яни Лановиків (нар. 1972).
- 13 грудня — 85 років від дня народження української фольклористки, літераторки, громадської діячки Богдани Городинської (нар. 1937).

## Події
8 квітня 2022 року виконком Тернопільської міської ради ухвалив рішення «Про виконання робіт з демонтажу об'єкта благоустрою». Управління житлово-комунального господарства, благоустрою та екології міської ради демонтувало пам'ятник Пушкіну та передало його на баланс ТМШРБП «Міськшляхрембуд», де його зберігатимуть безоплатно.